# Émilie Heymans
Émilie Heymans, född den 14 december 1981 i Bryssel i Belgien, är en kanadensisk simhoppare.
Hon tog OS-brons i höga hopp i samband med de olympiska simhoppstävlingarna 2008 i Peking.